# Kragelund (Fjolde)
 For alternative betydninger, se Kragelund. (Se også artikler, som begynder med Kragelund)
Kragelund er en bebyggelse beliggende vest for sognebyen Fjolde ved Egstok Å (Eckstockau) på midtsletten i Sydslesvig. Administrativt hører stedet under Fjolde kommune i Nordfrislands kreds i den nordtyske delstat Slesvig-Holsten. I kirkelig henseende hører Kragelund til Fjolde Sogn. Sognet lå i Nørre Gøs Herred (indtil 1785: Flensborg Amt, derefter: Bredsted Amt, Sønderjylland), da området tilhørte Danmark.
Kragelund er første gang nævnt 1445. Stednavnet er samme navn som Kravlund ved Tinglev nord for grænsen. Forleddet er fuglenavnet glda. kraka for krage. Lund henviser til en lille skov.
Kragelund er landsbrugspræget. Omgivende bebyggelser er Egstok (Eckstock, i nord), Bokslund (Boxlund, i øst), Hokstrup (Hoxtrup, i syd) og Højfjolde (Hochviöl, tilhørende Svesing Sogn)